# Elecciones estatales de Baja California Sur de 2021
Las elecciones estatales de Baja California Sur de 2021 se llevaron a cabo el domingo 6 de junio de 2021, y en ellas se renovaron los titulares de los siguientes cargos de elección popular del estado mexicano de Baja California Sur:
- Gobernador de Baja California Sur: Titular del Poder Ejecutivo del estado, electo para un periodo de seis años, no reelegibles en ningún caso. El candidato electo fue Víctor Manuel Castro Cosío.
- 21 diputados estatales: 16 diputados electos por mayoría relativa y 5 designados mediante representación proporcional para integrar la XVI Legislatura.
- 5 ayuntamientos: Compuestos por un presidente municipal, un síndico y sus regidores. Electos para un periodo de tres años.

## Antecedentes electorales
Las elecciones locales de 2018 provocó un cambio radical en la estructura política de la mayor parte de Baja California Sur. En esta elección, Morena en coalición con el PES ganó en 15 de los 16 distritos locales, así como los 3 ayuntamientos más poblados: Los Cabos, La Paz y Comondú. Esto significó un duro golpe para el Partido Acción Nacional, el cual con Candidaturas en Común con el PRD, el PRS y el PHBCS solo consiguió el 27.08% en la elección de ayuntamientos y el 24.27% para el Congreso Local, perdiendo 4 de los 5 ayuntamientos y pasando de 17 diputados locales en 2015 a 4 diputados.

Resultados por sección distrital de las Elecciones a Gobernador del Estado de Baja California Sur en 2021

Alcaldías del Estado de Baja California Sur

Resultados por sección distrital

Resultados por sección distrital

Resultados por sección distrital

Resultados por sección distrital

Resultados por sección distrital

Diputados XVI Legislatura del Congreso del Estado de Baja California Sur.

Resultados por sección distrital

Resultados por sección distrital

Resultados por sección distrital

Resultados por sección distrital

Resultados por sección distrital

Resultados por sección distrital

Resultados por sección distrital

Resultados por sección distrital

Resultados por sección distrital

Resultados por sección distrital

Resultados por sección distrital

Resultados por sección distrital

Resultados por sección distrital

Resultados por sección distrital

Resultados por sección distrital

Resultados por sección distrital

Resultados por sección distrital

Resultados por sección distrital

El Partido Revolucionario Institucional llegó a su punto más bajo con menos del 9% en ambas elecciones, quedando con solo 1 diputado de representación proporcional, sin ayuntamientos y sin presencia política en Los Cabos y Mulegé.
En cambio, Nueva Alianza ganó por primera vez el municipio de Mulegé con el 33% de los votos, superando al PAN y a Morena, estos con el 32% y el 26% de los votos al ayuntamiento de Mulegé.
El escenario político del estado es realmente variado dependiendo del municipio, y si bien es destacable el avance de Morena, lo cierto es que el electorado es realmente variado, ya que entre Morena, PES, PAN, PRD, PRS y PHBCS tuvieron entre el 61% de los votos, obtuvieron 19 de los 21 diputados locales y 4 de los 5 ayuntamientos, mientras que el resto de fuerzas políticas con el 35% solo obtuvieron 2 diputados y 1 ayuntamiento, por lo que en esencia el electorado no es bipartidista, sino que hay variedad de donde elegir, sin embargo, no es lo suficiente para que estas otras opciones puedan ganar, y es lo que provocó que un partido ganara la gran mayoría de cargos en esta elección.
La elección del 2018 fue la pérdida de un sólido bastión del PAN, el cual para 2015 se había centrado como la primera fuerza política en todo el estado, lo que a la mitad del primer gobierno de 6 años del partido fue un precedente para las elecciones locales de 2021.

## Organización

### Partidos políticos
En las elecciones estatales tienen derecho a participar catorce partidos políticos. Diez son partidos políticos con registro nacional: Partido Acción Nacional (PAN), Partido Revolucionario Institucional (PRI), Partido de la Revolución Democrática (PRD), Partido del Trabajo (PT), Partido Verde Ecologista de México (PVEM), Movimiento Ciudadano (MC), Movimiento Regeneración Nacional (MORENA), Partido Encuentro Solidario (PES), Fuerza por México (FPM) y Redes Sociales Progresistas (RSP). Y cuatro son partidos políticos estatales: Partido Humanista de Baja California Sur, Nueva Alianza Baja California Sur, Baja California Sur Coherente y Partido de Renovación Sudcaliforniana (PRS).

### Proceso electoral
La campaña electoral inicia el 4 de abril de 2021 para todos los cargos de elección popular del estado y se extiende durante dos meses, hasta el 2 de junio. La votación está programada para celebrarse el 6 de junio de 2021, de las 8 de la mañana a las 6 de la tarde, en simultáneo con las elecciones federales. Se estima que el computo final de resultados se publique el 13 de junio.

### Distritos electorales
Para la elección de diputados de mayoría relativa del Congreso del Estado de Baja California Sur el estado se divide en 16 distritos electorales.
| Distrito | Cabecera            | Municipios     | Mapa |
| -------- | ------------------- | -------------- | ---- |
| 1        | San José del Cabo   | Los Cabos      |      |
| 2        | La Paz              | La Paz         |      |
| 3        | La Paz              | La Paz         |      |
| 4        | La Paz              | La Paz         |      |
| 5        | La Paz              | La Paz         |      |
| 6        | La Paz              | La Paz         |      |
| 7        | San José del Cabo   | Los Cabos      |      |
| 8        | Cabo San Lucas      | Los Cabos      |      |
| 9        | Cabo San Lucas      | Los Cabos      |      |
| 10       | Ciudad Constitución | Comondú        |      |
| 11       | Ciudad Constitución | Comondú        |      |
| 12       | San José del Cabo   | Los Cabos      |      |
| 13       | Loreto              | Loreto, Mulege |      |
| 14       | Guerrero Negro      | Mulege         |      |
| 15       | La Paz              | La Paz         |      |
| 16       | Cabo San Lucas      | Los Cabos      |      |

## Candidaturas y coaliciones

### Unidos contigo
|  | Partido Acción Nacional - Gubernatura del Estado - 3 ayuntamientos. Los Cabos, Loreto y Mulegé - 3 diputados. Distritos 3, 11 y 14 |
|  | Partido Revolucionario Institucional - 1 ayuntamiento. La Paz - 4 diputados. Distritos 8, 9, 10 y 13                               |
|  | Partido de la Revolución Democrática - 1 ayuntamiento. Comondú - 3 diputados. Distritos 4, 7 y 16                                  |
|  | Partido de Renovación Sudcaliforniana - 3 diputados. Distritos 1, 5 y 6                                                            |
|  | Partido Humanista de Baja California Sur - 3 diputados. Distritos 2, 12 y 15                                                       |

El 28 de diciembre de 2020 se anunció que el Partido Acción Nacional (PAN), el Partido Revolucionario Institucional (PRI), el Partido de la Revolución Democrática (PRD), el Partido Humanista de Baja California Sur (PHBCS) y el Partido de Renovación Sudcaliforniana (PRS) acordaron presentarse en coalición en las elecciones estatales bajo el nombre «Unidos contigo». Como aspirante a la candidatura para gobernador solo se postuló el panista Francisco Pelayo Covarrubias, exdiputado federal. El 4 de febrero de 2021 Pelayo recibió su constancia como candidato de la coalición.

### Juntos hacemos historia
|  | Movimiento Regeneración Nacional - Gobernador del estado - 5 ayuntamientos. Comondú, La Paz, Los Cabos, Loreto y Mulegé - 11 diputados. Distritos 1, 2, 3, 4, 5, 6, 8, 11, 13, 14 y 16 |
|  | Partido del Trabajo - 5 diputados. Distritos 7, 9, 10, 12 y 15 |

El 22 de diciembre de 2020 el partido Movimiento Regeneración Nacional (Morena) y el Partido del Trabajo (PT) acordaron presentarse en coalición para las elecciones estatales de Baja California Sur. A Morena le correspondió la designación del candidato para la gubernatura, la cual se hizo a través de una encuesta. Los aspirantes considerados fueron el senador Víctor Manuel Castro Cosío, la senadora Lucía Trasviña Waldenrath, el diputado estatal Ramiro Ruiz Flores y el presidente municipal de La Paz, Rubén Muñoz Álvarez. El 11 de diciembre de 2020 el presidente del partido, Mario Delgado Carrillo, anunció que el aspirante seleccionado fue Víctor Manuel Castro Cosío.

### Otras candidaturas
El 27 de febrero de 2021 el partido Movimiento Ciudadano seleccionó a la abogada Andrea Marcela Geiger Villalpando como su candidata para la gubernatura. El 2 de marzo el dirigente estatal del Partido Verde Ecologista de México anunció que su agrupación postula como gobernadora a Armida Castro Guzmán, presidente municipal de Los Cabos electa en los comicios de 2018 por Morena. El 25 de marzo el Partido Encuentro Solidario (PES) registró como su candidato a Adonaí Carreón, dirigente estatal del partido. El 29 de marzo el partido Fuerza por México registró la candidatura de la notaria María Rosalía Fort Amador y el partido Baja California Sur Coherente registró la nominación de Alejandro Lage, quien previamente había intentado ser postulado por Morena.

## Elecciones Federales

### Diputados federales

#### Distrito II (San José del Cabo)
.

## Distribución final por partido político

### Gubernatura | Conservación del registro
|  | 7.86 % |

|  | 8.15 % |

|  | 7.86 % |

|  | 8.15 % |

|  | 7.86 % |

|  | 8.15 % |

|  | 7.86 % |

|  | 8.15 % |

|  | 7.86 % |

|  | 8.15 % |

|  | 37.31 % |

|  | 38.67 % |

|  | 7.99 % |

|  | 8.28 % |

|  | 3.02 % |

|  | 3.13 % |

|  | 2.09 % |

|  | 2.17 % |

|  | 1.58 % |

|  | 1.64 % |

|  | 1.17 % |

|  | 1.22 % |

|  | 0.81 % |

|  | 0.84 % |

|  | 2.40 % |

|  | 2.49 % |

|  | 0.79 % |

|  | 0.82 % |

|  | 0.92 % |

|  | 2.61 % |

|  | 97.39 % |

|  | 100.00 % |

|  | 49.41 % |

### Ayuntamiento | Conservación del registro
|  | 6.96 % |

|  | 7.14 % |

|  | 6.96 % |

|  | 7.14 % |

|  | 6.96 % |

|  | 7.14 % |

|  | 6.96 % |

|  | 7.14 % |

|  | 6.96 % |

|  | 7.14 % |

|  | 34.68 % |

|  | 35.61 % |

|  | 7.55 % |

|  | 7.75 % |

|  | 3.03 % |

|  | 3.11 % |

|  | 3.37 % |

|  | 3.46 % |

|  | 3.98 % |

|  | 4.09 % |

|  | 1.64 % |

|  | 1.68 % |

|  | 1.29 % |

|  | 1.32 % |

|  | 6.11 % |

|  | 6.27 % |

|  | 0.98 % |

|  | 1.01 % |

|  | 2.60 % |

|  | 97.40 % |

|  | 100.00 % |

|  | 48.99 % |

### Diputaciones Mayoría Relativa | Conservación del registro
|  | 6.64 % |

|  | 6.89 % |

|  | 6.64 % |

|  | 6.89 % |

|  | 6.64 % |

|  | 6.89 % |

|  | 6.64 % |

|  | 6.89 % |

|  | 6.64 % |

|  | 6.89 % |

|  | 34.25 % |

|  | 35.50 % |

|  | 7.60 % |

|  | 7.88 % |

|  | 4.51 % |

|  | 4.67 % |

|  | 3.04 % |

|  | 3.15 % |

|  | 3.77 % |

|  | 3.90 % |

|  | 2.03 % |

|  | 2.11 % |

|  | 1.73 % |

|  | 1.79 % |

|  | 4.69 % |

|  | 4.87 % |

|  | 1.64 % |

|  | 1.70 % |

|  | 0.60 % |

|  | 2.93 % |

|  | 97.07 % |

|  | 100.00 % |

|  | 48.79 % |

### Diputaciones Mayoría Relativa | Financiamiento
|  | 9.96 % |

|  | 10.33 % |

|  | 8.30 % |

|  | 8.61 % |

|  | 8.30 % |

|  | 8.61 % |

|  | 3.32 % |

|  | 3.44 % |

|  | 3.32 % |

|  | 3.44 % |

|  | 34.25 % |

|  | 35.50 % |

|  | 7.60 % |

|  | 7.88 % |

|  | 4.51 % |

|  | 4.67 % |

|  | 3.04 % |

|  | 3.15 % |

|  | 3.77 % |

|  | 3.90 % |

|  | 2.03 % |

|  | 2.11 % |

|  | 1.73 % |

|  | 1.79 % |

|  | 4.69 % |

|  | 4.87 % |

|  | 1.64 % |

|  | 1.70 % |

|  | 0.60 % |

|  | 2.93 % |

|  | 97.07 % |

|  | 100.00 % |

|  | 48.79 % |

### Diputaciones Representación Proporcional | Asignación RP
|  | 10.64 % |

|  | 11.76 % |

|  | 10.85 % |

|  | 12.00 % |

|  | 11.14 % |

|  | 12.32 % |

|  | 0.34 % |

|  | 0.32 % |

|  | 34.28 % |

|  | 37.91 % |

|  | 7.55 % |

|  | 8.35 % |

|  | 4.48 % |

|  | 4.95 % |

|  | 3.02 % |

|  | 3.34 % |

|  | 3.75 % |

|  | 4.15 % |

|  | 2.03 % |

|  | 1.70 % |

|  | 4.67 % |

|  | 5.16 % |

|  | 1.64 % |

|  | 0.60 % |

|  | 2.99 % |

|  | 97.01 % |

|  | 100.00 % |

|  | 48.79 % |

## Encuestas electorales

### Gubernatura

#### Por partido
| Encuestadora          | Fecha de Encuesta        | Muestra | Margen de error |        |       |       |        | Otros  | N/NS   |
| --------------------- | ------------------------ | ------- | --------------- | ------ | ----- | ----- | ------ | ------ | ------ |
| Encuestadora          | Fecha de Encuesta        | Muestra | Margen de error |        |       |       |        | Otros  | N/NS   |
| Campaigns & Elections | Noviembre de 2019        | 600     | ±4.0%           | 20%    | 3%    | 3%    | 31%    | 8%     | 25%    |
| Campaigns & Elections | Febrero de 2020          | 600     | ±4.9%           | 21%    | 5%    | 1%    | 37%    | 8%     | 28%    |
| Demoscopia digital    | 2 de mayo de 2020        | —       | —               | 21.80% | 7.20% | —     | 34.50% | 5.80%  | 30.70% |
| Analítica media       | 29 de mayo de 2020       | —       | —               | 24.9%  | 17.1% | 3.2%  | 33.0%  | 5.5%   | 16.3%  |
| Campaigns & Elections | Junio de 2020            | 1000    | ±3.5%           | 35%    | 10%   | 1%    | 42%    | 12%    | —      |
| Massive Caller        | 14 de julio de 2020      | —       | —               | 27.2%  | 11.5% | —     | 34.8%  | 11.1%  | 15.4%  |
| Demoscopia digital    | 1 y 2 de agosto de 2020  | 912     | ±3.84%          | 21.19& | 7.28% | —     | 31.13% | 10.18% | 30.22% |
| El Heraldo            | 7 de septiembre de 2020  | 912     | ±3.84%          | 24.38% | 7.83% | —     | 29.27% | 9.32%  | 29.20% |
| Campaigns & Elections | 28 de septiembre de 2020 | 400     | ±4.5%           | 39%    | 8%    | 1%    | 41%    | —      | 11%    |
| Demoscopia digital    | 4 de octubre de 2020     | 1121    | ±3.9%           | 22.86% | 6.14% | —     | 31.19% | 10.74% | 29.07% |
| Campaigns & Elections | 27 de octubre de 2020    | 400     | ±3.5%           | 42%    | 6%    | —     | 43%    | 5%     | 4%     |
| Demoscopia Digital    | 12 de noviembre de 2020  | 1121    | ±3.9%           | 25.12% | 7.32% | 2.31% | 29.40% | 8.62%  | 27.23% |
| El Financiero         | 19 de diciembre de 2020  | 400     | ±4.9%           | 26%    | 9%    | —     | 32%    | 9%     | 24%    |

#### Por candidato
| Encuestadora                   | Fecha de Encuesta      | Muestra | Margen de error | Pelayo | Castro | Guzmán | Geiger | Andrade | Carreón | Lage | O/N/NS |
| ------------------------------ | ---------------------- | ------- | --------------- | ------ | ------ | ------ | ------ | ------- | ------- | ---- | ------ |
| Encuestadora                   | Fecha de Encuesta      | Muestra | Margen de error |        |        |        |        |         |         |      | O/N/NS |
| Demoscopia Digital             | 4 de enero de 2021     | 1121    | ±3.9%           | 35.1%  | 26.7%  | —      | —      | —       | —       | —    | 38.2%  |
| Campaigns & Elections          | 9 de enero de 2021     | 400     | ±3.5%           | 43%    | 39%    | —      | —      | —       | 3%      | —    | 12%    |
| Massive Caller                 | 11 de enero de 2021    | 1000    | ±3.4%           | 40.5%  | 30.7%  | —      | —      | —       | 3.4%    | —    | 25.4%  |
| Massive Caller                 | 17 de enero del 2021   | 1000    | ±3.4%           | 38.7%  | 32.2%  | —      | —      | —       | 3.8%    | —    | 25.3%  |
| Massive Caller                 | 25 de enero del 2021   | 1000    | ±3.4%           | 39.1%  | 31.3%  | —      | —      | —       | 4.3%    | —    | 25.3%  |
| Massive Caller                 | 1 de febrero del 2021  | 1000    | ±3.4%           | 39.7%  | 34.1%  | —      | —      | —       | 3.2%    | —    | 23.0%  |
| Demoscopia Digital             | 1 de febrero del 2021  | 1121    | ±3.9%           | 33.6%  | 28.2%  | —      | —      | —       | 1.1%    | —    | 37.1%  |
| Heraldo Media Group            | 8 de febrero de 2021   | 1000    | ±3.1%           | 28.6%  | 36.5%  | —      | —      | —       | 1.8%    | —    | 33.0%  |
| Massive Caller                 | 9 de febrero de 2021   | 1000    | ±3.4%           | 38.9%  | 34.6%  | —      | —      | —       | 3.8%    | —    | 22.7%  |
| Massive Caller                 | 15 de febrero del 2021 | 1000    | ±3.4%           | 37.5%  | 35.4%  | —      | —      | —       | 3.6%    | —    | 23.5%  |
| Campaigns & Elections          | 22 de febrero del 2021 | 400     | ±3.5%           | 41%    | 39%    | —      | 3%     | —       | 1%      | —    | 16%    |
| Massive Caller                 | 22 de febrero del 2021 | 1000    | ±3.4%           | 40.7%  | 34.8%  | —      | —      | —       | 4.0%    | —    | 20.5%  |
| Demoscopia Digital             | 26 de febrero del 2021 | 1121    | ±3.9%           | 32.6%  | 30.1%  | —      | —      | —       | 1.3%    | —    | 36.0%  |
| Arias Consultores              | 27 de febrero de 2021  | —       | ±4.25%          | 40%    | 41.9%  | —      | —      | —       | —       | —    | 18.1%  |
| Campaigns & Elections          | 1 de marzo de 2021     | 400     | ±3.5%           | 37%    | 33%    | —      | 2%     | —       | 5%      | —    | 23%    |
| Massive Caller                 | 1 de marzo de 2021     | 1000    | ±3.4%           | 41%    | 34%    | —      | —      | —       | 4.9%    | —    | 20.1%  |
| Massive Caller                 | 8 de marzo de 2021     | 1000    | ±3.4%           | 42.4%  | 38.3%  | —      | 2.0%   | —       | 3.3%    | —    | 14.0%  |
| Demoscopia Digital             | 8 de marzo de 2021     | 1121    | ±3.9%           | 33.1%  | 29.7%  | —      | —      | —       | 0.8%    | —    | 36.4%  |
| Heraldo Media Group            | 9 de marzo de 2021     | 1000    | ±3.1%           | 31.4%  | 32.1%  | 4.9%   | —      | —       | 2.6%    | —    | 24.1%  |
| Arias Consultores              | 11 de marzo de 2021    | —       | ±5.38%          | 39.1%  | 35.3%  | —      | —      | —       | —       | —    | 25.6%  |
| Massive Caller                 | 15 de marzo de 2021    | 1000    | ±3.4%           | 41.4%  | 36.2%  | —      | 2.2%   | —       | 3.2%    | —    | 17.0%  |
| Poligrama                      | 17 de marzo de 2021    | 1000    | ±3.10%          | 36.44% | 36.60% | 5.94%  | —      | —       | —       | —    | 21.03% |
| Demoscopia digital             | 18 de marzo de 2021    | 1121    | ±3.9%           | 30.7%  | 30.9%  | 7.4%   | —      | —       | 0.6%    | —    | 30.4%  |
| Massive Caller                 | 21 de marzo de 2021    | 1000    | ±3.4%           | 41.1%  | 33.9%  | 5.2%   | 2.7%   | 0.7%    | 3.7%    | —    | 12.7%  |
| Campaigns & Elections          | 22 de marzo de 2021    | 400     | ±3.5%           | 45%    | 41%    | 4%     | 1%     | —       | 2%      | —    | 7%     |
| Arias Consultores              | 26 de marzo de 2021    | 1446    | ±2.6%           | 41.2%  | 28.3%  | —      | —      | —       | —       | —    | 30.5%  |
| Demoscopia digital             | 28 de marzo de 2021    | 1121    | ±3.9%           | 29.5%  | 31.6%  | 9.3%   | 1.2%   | —       | 0.5%    | —    | 27.9%  |
| Massive Caller                 | 28 de marzo de 2021    | 1000    | ±3.4%           | 39.0%  | 34.1%  | 6.4%   | 2.9%   | 1.0%    | 3.4%    | —    | 13.2%  |
| México Elige                   | 30 de marzo de 2021    | 2521    | ±2.2%           | 43.8%  | 33.3%  | 8.2%   | 1.8%   | 2.2%    | 0.8%    | 0.4% | 9.5%   |
| Campaigns & Elections          | 30 de marzo de 2021    | 400     | ±3.5%           | 33%    | 29%    | 3%     | 5%     | —       | 3%      | —    | 27%    |
| Inicio de la campaña electoral |                        |         |                 |        |        |        |        |         |         |      |        |
| Campaigns & Elections          | 5 de abril del 2021    | 400     | ±4.9%           | 41%    | 36%    | 5%     | 3%     | 1%      | 1%      | 1%   | 12%    |
| Massive Caller                 | 5 de abril del 2021    | 1000    | ±3.4%           | 39.7%  | 36.8%  | 4.3%   | 3.2%   | 1.1%    | 3.8%    | —    | 11.1%  |
| Heraldo Media Group            | 5 de abril del 2021    | 1000    | ±3.1%           | 37.6%  | 34.7%  | 9.7%   | 2.6%   | —       | 3.0%    | —    | 12.4%  |
| Demoscopia digital             | 7 de abril de 2021     | 1121    | ±3.9%           | 32.9%  | 28.8%  | 11.4%  | 1.1%   | 2.8%    | 0.8%    | 0.3% | 21.9%  |
| Poligrama                      | 7 de abril de 2021     | 1000    | ±3.10%          | 43.28% | 34.70% | 5.38%  | —      | —       | —       | —    | 16.65% |
| El Financiero                  | 7 de abril de 2021     | 500     | ±4.4%           | 46%    | 35%    | 5%     | 5%     | 3%      | —       | —    | 6%     |
| FactoMétrica                   | 7 de abril de 2021     | 1000    | ±3.1%           | 38.8%  | 31.7%  | 6.9%   | 2.2%   | 1.2%    | 2.5%    | 3.2% | 13.5%  |
| Campaigns & Elections          | 12 de abril del 2021   | 400     | ±4.9%           | 42%    | 36%    | 0%     | 0%     | 1%      | 1%      | 1%   | 19%    |
| Massive Caller                 | 12 de abril del 2021   | 1000    | ±3.4%           | 40.5%  | 36.8%  | 3.5%   | 2.4%   | 0.5%    | 2.4%    | —    | 13.9%  |
| Arias Consultores              | 13 de abril de 2021    | 1902    | ±2.2%           | 50.8%  | 25.3%  | —      | —      | —       | —       | —    | 23.9%  |
| Demoscopia digital             | 17 de abril de 2021    | 1121    | ±3.9%           | 32.4%  | 30.6%  | 8.8%   | 3.2%   | 1.9%    | 0.5%    | 0.7% | 21.9%  |
| Gii 360 Grupo Impacto          | 17 de abril de 2021    | 400     | ±4.8%           | 27%    | 31%    | 4%     | 1%     | —       | 1%      | —    | 36%    |
| Massive Caller                 | 19 de abril del 2021   | 1000    | ±3.4%           | 39.2%  | 34.4%  | 5.6%   | 2.6%   | 0.3%    | 4.4%    | —    | 13.5%  |
| Campaigns & Elections          | 19 de abril del 2021   | 400     | ±4.9%           | 43%    | 37%    | 3%     | 2%     | 4%      | 1%      | 0%   | 10%    |
| UPAX                           | 21 de abril del 2021   | 600     | ±4.3%           | 37%    | 30%    | 4%     | 1%     | —       | 1%      | 1%   | 26%    |
| FactoMétrica                   | 21 de abril de 2021    | 1000    | ±3.1%           | 44.7%  | 35.2%  | 5.1%   | 1.8%   | 0.4%    | 2.2%    | 0.9% | 9.7%   |
| Poligrama                      | 22 de abril de 2021    | 1000    | ±3.10%          | 47.61% | 34.61% | 5.20%  | —      | —       | —       | —    | 12.58% |
| Massive Caller                 | 25 de abril del 2021   | 1000    | ±3.4%           | 42.5%  | 32.6%  | 3.7%   | 2.9%   | 1.9%    | 3.5%    | —    | 12.9%  |
| México Elige                   | 25 de abril del 2021   | 2511    | ±2.3%           | 50.7%  | 31.5%  | 6.3%   | —      | —       | —       | —    | 11.5%  |
| Campaigns & Elections          | 26 de abril del 2021   | 400     | ±4.9%           | 41%    | 35%    | 4%     | 4%     | 1%      | 1%      | 0%   | 14%    |
| Demoscopia digital             | 27 de abril de 2021    | 1121    | ±3.9%           | 32.5%  | 31.9%  | 8.6%   | 4.1%   | 1.3%    | 0.6%    | 1.1% | 19.9%  |
| Demos Tracking                 | 27 de abril de 2021    | 1540    | ±3.0%           | 41%    | 33%    | 8%     | 1%     | 1%      | 1%      | 1%   | 14%    |
| Arias Consultores              | 28 de abril de 2021    | 1449    | ±2.6%           | 52.7%  | 42.8%  | —      | —      | —       | —       | —    | 4.5%   |
| FactoMétrica                   | 28 de abril de 2021    | 1000    | ±3.1%           | 42.1%  | 35.3%  | 6.8%   | 2.1%   | 0.8%    | 1.8%    | 1.3% | 9.8%   |
| Massive Caller                 | 2 de mayo del 2021     | 1000    | ±3.4%           | 43.9%  | 32.9%  | 3.7%   | 2.6%   | 0.8%    | 2.9%    | —    | 13.2%  |
| Campaigns & Elections          | 3 de mayo del 2021     | 400     | ±4.9%           | 43%    | 38%    | 2%     | 2%     | 0%      | 1%      | 2%   | 12%    |
| El Financiero                  | 3 de mayo de 2021      | 400     | ±4.9%           | 51%    | 30%    | 6%     | 7%     | —       | 2%      | 1%   | 3%     |
| Heraldo Media Group            | 3 de mayo del 2021     | 1000    | ±3.1%           | 41.1%  | 35.7%  | 3.7%   | 2.9%   | 1.0%    | —       | —    | 15.6%  |
| FactoMétrica                   | 5 de mayo de 2021      | 1000    | ±3.1%           | 45.5%  | 34.3%  | 5.7%   | 2.0%   | 1.6%    | 2.5%    | 1.0% | 7.4%   |
| Gii 360 Grupo Impacto          | 5 de mayo de 2021      | 400     | ±4.8%           | 26%    | 34%    | 1%     | 0%     | 1%      | 0%      | —    | 38%    |
| Demoscopia digital             | 7 de mayo de 2021      | 1121    | ±3.9%           | 35.1%  | 35.3%  | 7.1%   | 2.3%   | 1.2%    | 0.4%    | 0.8% | 17.8%  |
| Massive Caller                 | 9 de mayo del 2021     | 1000    | ±3.4%           | 44.3%  | 33.1%  | 2.9%   | 1.8%   | 0.6%    | 3.2%    | —    | 14.1%  |
| Campaigns & Elections          | 10 de mayo del 2021    | 400     | ±4.9%           | 44%    | 37%    | 0%     | 3%     | 2%      | 0%      | 1%   | 13%    |
| FactoMétrica                   | 12 de mayo de 2021     | 1000    | ±3.1%           | 45.3%  | 35.6%  | 4.1%   | 1.7%   | 0.7%    | 3.2%    | 1.0% | 8.4%   |
| Poligrama                      | 12 de mayo de 2021     | 1000    | ±3.10%          | 45.25% | 34.62% | 5.24%  | 3.36%  | —       | 1.80%   | —    | 9.74%  |
| Demoscopia Digital             | 12 de mayo del 2021    | 1121    | ±3.9%           | 35.4%  | 38.1%  | 6.4%   | 2.8%   | 1.5%    | 0.9%    | 0.9% | 14%    |
| Arias Consultores              | 13 de mayo de 2021     | 1222    | ±2.8%           | 44.0%  | 32.7%  | —      | —      | —       | —       | —    | 23.3%  |
| Massive Caller                 | 16 de mayo del 2021    | 1000    | ±3.4%           | 46.7%  | 32.0%  | 2.7%   | 3.3%   | 0.5%    | 1.8%    | —    | 9.9%   |
| Demoscopia Digital             | 17 de mayo del 2021    | 1121    | ±3.9%           | 35.9%  | 38.7%  | 5.7%   | 3.1%   | 1.7%    | 0.5%    | —    | 14.4%  |
| Campaigns & Elections          | 17 de mayo del 2021    | 400     | ±4.9%           | 43%    | 35%    | 3%     | 4%     | 1%      | 4%      | 3%   | 7%     |
| México Elige                   | 17 de mayo del 2021    | 2269    | ±2.4%           | 54.4%  | 29.5%  | 5.5%   | —      | —       | —       | —    | 2.0%   |
| FactoMétrica                   | 19 de mayo de 2021     | 1000    | ±3.1%           | 46.6%  | 33.9%  | 4.2%   | 1.5%   | 1.2%    | 2.7%    | 1.0% | 8.9%   |
| Poligrama                      | 19 de mayo de 2021     | 1000    | ±3.10%          | 44.86% | 34.71% | 5.42%  | 3.27%  | —       | 1.72%   | —    | 10.02% |
| Arias Consultores              | 21 de mayo de 2021     | 852     | ±3.4%           | 45.4%  | 37.9%  | —      | —      | —       | —       | —    | 16.7%  |
| Gii 360 Grupo Impacto          | 21 de mayo de 2021     | 400     | ±4.8%           | 41%    | 50%    | 1%     | 2%     | 1%      | 0%      | 0%   | 5%     |
| Demoscopia Digital             | 22 de mayo del 2021    | 1121    | ±3.9%           | 35.5%  | 38.2%  | 5.2%   | 3.8%   | 1.2%    | 0.6%    | —    | 15.5%  |
| Massive Caller                 | 23 de mayo del 2021    | 1000    | ±3.4%           | 43.8%  | 33.4%  | 3.0%   | 4.7%   | —       | 3.0%    | —    | 12.1%  |
| Campaigns & Elections          | 24 de mayo del 2021    | 400     | ±4.9%           | 48%    | 37%    | 3%     | 4%     | 0%      | 0%      | 0%   | 8%     |
| El Financiero                  | 24 de mayo de 2021     | 400     | ±4.9%           | 47%    | 34%    | 3%     | 7%     | —       | 2%      | 1%   | 6%     |
| Demoscopia Digital             | 25 de mayo del 2021    | 1121    | ±3.9%           | 34.8%  | 37.9%  | 5.4%   | 4.3%   | 1.3%    | 0.8%    | —    | 15.5%  |
| Arias Consultores              | 25 de mayo de 2021     | 689     | ±3.7%           | 45.3%  | 40.6%  | —      | —      | —       | —       | —    | 14.1%  |
| FactoMétrica                   | 26 de mayo de 2021     | 1000    | ±3.1%           | 45.2%  | 31.3%  | 3.8%   | 2.9%   | 1.2%    | 4.3%    | 1.1% | 10.2%  |
| Gii 360 Grupo Impacto          | 27 de mayo de 2021     | 400     | ±4.8%           | 42%    | 52%    | 1%     | 2%     | 0%      | 1%      | 0%   | 2%     |
| Demos Tracking                 | 27 de mayo de 2021     | 1200    | ±3.0%           | 43%    | 36%    | 5%     | 1%     | 1%      | 1%      | 1%   | 12%    |
| Demoscopia Digital             | 28 de mayo del 2021    | 1121    | ±3.9%           | 35.9%  | 39.1%  | 5.1%   | 5.3%   | 1.5%    | 0.5%    | —    | 12.6%  |
| Heraldo Media Group            | 28 de mayo de 2021     | 1000    | ±3.1%           | 45.0%  | 38.5%  | 4.2%   | 4.0%   | —       | 4 0%    | 0.5% | 3.8%   |
| Arias Consultores              | 28 de mayo de 2021     | 691     | ±3.7%           | 45.5%  | 42.8%  | —      | —      | —       | —       | —    | 11.7%  |
| Massive Caller                 | 29 de mayo del 2021    | 1000    | ±3.4%           | 46.8%  | 35.3%  | 3.4%   | 2.0%   | —       | 3.3%    | —    | 9.1%   |
| Massive Caller                 | 30 de mayo del 2021    | 1000    | ±3.4%           | 45.6%  | 35.2%  | 3.4%   | 1.9%   | —       | 3.4%    | —    | 10.5%  |
| Demoscopia Digital             | 31 de mayo del 2021    | 1121    | ±3.9%           | 37.6%  | 39.3%  | 6.2%   | 5.7%   | 1.6%    | 0.8%    | —    | 8.8%   |
| Campaigns & Elections          | 31 de mayo del 2021    | 400     | ±4.9%           | 46%    | 38%    | 5%     | 2%     | 1%      | 1%      | 0%   | 7%     |
| Arias Consultores              | 31 de mayo de 2021     | 415     | ±4.8%           | 44.4%  | 43.5%  | —      | —      | —       | —       | —    | 12.1%  |
| Massive Caller                 | 31 de mayo del 2021    | 1000    | ±3.4%           | 47.5%  | 35.2%  | 2.8%   | 2.1%   | —       | 3.0%    | —    | 9.4%   |
| FactoMétrica                   | 1 de junio de 2021     | 1000    | ±3.1%           | 47.6%  | 33.4%  | 4.5%   | 3.1%   | 1.4%    | 4.1%    | 3.5% | 2.4%   |
| Massive Caller                 | 1 de junio del 2021    | 1000    | ±3.4%           | 50.5%  | 38.4%  | 4.1%   | 2.5%   | —       | 3.2%    | —    | 1.3%   |
| Campaigns & Elections          | 2 de junio del 2021    | 400     | ±4.9%           | 45%    | 35%    | 5%     | 3%     | 1%      | 0%      | 1%   | 10%    |
| Demoscopia Digital             | 2 de junio del 2021    | 1121    | ±3.9%           | 40.4%  | 41.6%  | 3.1%   | 2.2%   | 1.3%    | 0.9%    | —    | 10.5%  |
| Poligrama                      | 2 de junio de 2021     | 1000    | ±3.10%          | 43.15% | 36.28% | 6.28%  | 3.17%  | —       | 2.67%   | —    | 8.45%  |
| Gii 360 Grupo Impacto          | 2 de junio de 2021     | 400     | ±4.8%           | 44%    | 53%    | 1%     | 1%     | 0%      | 1%      | 0%   | 17%    |

### Alcaldías

#### La Paz
| Encuestadora       | Fecha de Encuesta   | Muestra | Margen de error | Barroso | Quiroga | Meza  | Núñez | Cuevas | Guillén | Taylor | O/N/NS |
| ------------------ | ------------------- | ------- | --------------- | ------- | ------- | ----- | ----- | ------ | ------- | ------ | ------ |
| Encuestadora       | Fecha de Encuesta   | Muestra | Margen de error |         |         |       |       |        |         |        | O/N/NS |
| Demoscopia Digital | 7 de abril de 2021  | 800     | ±3.8%           | 33.7%   | 29.1%   | 4.2%  | 3.5%  | 3.4%   | 1.9%    | 1.8%   | 22.4%  |
| Demoscopia Digital | 17 de abril de 2021 | 800     | ±3.8%           | 34.1%   | 28.3%   | 5.1%  | 4.1%  | 3.9%   | 1.4%    | 1.6%   | 21.5%  |
| UPAX               | 21 de abril de 2021 | 255     | ±6.43%          | 43%     | 19%     | 3%    | 1%    | 2%     | 1%      | 1%     | 30%    |
| Demoscopia Digital | 27 de abril de 2021 | 800     | ±3.8%           | 34.2%   | 31.6%   | 4.6%  | 4.9%  | 4.1%   | 1.1%    | 1.2%   | 18.3%  |
| Demos Tracking     | 27 de abril de 2021 | 1540    | ±3.0%           | 37%     | 33%     | 1%    | 1%    | 1%     | 1%      | 0%     | 26%    |
| Demoscopia Digital | 7 de mayo de 2021   | 800     | ±3.8%           | 35.8%   | 30.8%   | 3.8%  | 5.1%  | 5.3%   | 1.4%    | 1.4%   | 16.4%  |
| Demoscopia Digital | 12 de mayo de 2021  | 800     | ±3.8%           | 36.2%   | 31.6%   | 5.7%  | 6.3%  | 4.1%   | 1.8%    | 1.3%   | 13.0   |
| Demoscopia Digital | 17 de mayo de 2021  | 800     | ±3.8%           | 36.5%   | 32.9%   | 4.3%  | 6.5%  | 5.2%   | 1.1%    | 1.5%   | 12.0%  |
| Demoscopia Digital | 22 de mayo de 2021  | 800     | ±3.8%           | 36.9%   | 33.2%   | 6.1%  | 5.8%  | 3.2%   | 1.3%    | 1.2%   | 12.3%  |
| Poligrama          | 24 de mayo de 2021  | 500     | ±4.38%          | 43.90%  | 31.22%  | 3.90% | 3.41% | —      | 1.95%   | 2.93%  | 12.69% |
| Demoscopia Digital | 25 de mayo de 2021  | 800     | ±3.8%           | 37.8%   | 32.6%   | 6.4%  | 5.1%  | 2.3%   | 1.7%    | 1.9%   | 12.2%  |
| Demoscopia Digital | 28 de mayo de 2021  | 800     | ±3.8%           | 38.6%   | 31.9%   | 6.8%  | 5.6%  | 2.3%   | 1.9%    | 2.1%   | 10.8%  |
| Demoscopia Digital | 31 de mayo de 2021  | 800     | ±3.8%           | 38.9%   | 31.6%   | 6.3%  | 5.7%  | 2.9%   | 1.5%    | 2.8%   | 10.3%  |
| Massive Caller     | 1 de junio de 2021  | 600     | ±4.3%           | 44.8%   | 33.2%   | 3.0%  | 3.7%  | -      | 1.2%    | -      | 14.1%  |
| Demoscopia Digital | 2 de junio de 2021  | 800     | ±3.8%           | 37.1%   | 32.2%   | 5.7%  | 5.6%  | 2.4%   | 1.4%    | 2.5%   | 13.1%  |

#### Los Cabos
| Encuestadora          | Fecha de Encuesta    | Muestra | Margen de error | Saldaña | Leggs  | Van Wormer | Cabeza de Vaca | Rojas | Avilés | Ibarra | O/N/NS |
| --------------------- | -------------------- | ------- | --------------- | ------- | ------ | ---------- | -------------- | ----- | ------ | ------ | ------ |
| Encuestadora          | Fecha de Encuesta    | Muestra | Margen de error |         |        |            |                |       |        |        | O/N/NS |
| Demoscopia Digital    | 7 de abril de 2021   | 800     | ±3.8%           | 35.9%   | 29.6%  | —          | 3.9%           | 4.6%  | 1.4%   | 4.1%   | 20.5%  |
| Demoscopia Digital    | 17 de abril de 2021  | 800     | ±3.8%           | 32.8%   | 33.1%  | 1.4%       | 4.1%           | 2.4%  | 1.7%   | 3.2%   | 21.3%  |
| Campaigns & Elections | 21 de abril del 2021 | 300     | ±4.9%           | 40%     | 44%    | —          | 5%             | 0%    | —      | 6%     | 5%     |
| Demoscopia Digital    | 27 de abril de 2021  | 800     | ±3.8%           | 31.7%   | 35.2%  | 1.6%       | 4.3%           | 2.5%  | 1.8%   | 3.5%   | 19.4%  |
| Campaigns & Elections | 4 de mayo del 2021   | 300     | ±4.9%           | 43%     | 44%    | —          | 9%             | 0%    | —      | 3%     | 1%     |
| Demoscopia Digital    | 7 de mayo de 2021    | 800     | ±3.8%           | 30.5%   | 35.9%  | 1.8%       | 4.1%           | 2.4%  | 1.9%   | 3.5%   | 19.9%  |
| Campaigns & Elections | 12 de mayo del 2021  | 300     | ±4.9%           | 43%     | 36%    | 3%         | 2%             | 3%    | —      | 7%     | 6%     |
| Poligrama             | 12 de mayo de 2021   | 1000    | ±3.10%          | 40.22%  | 34.86% | 3.78%      | 1.46%          | 3.41% | —      | 7.62%  | 8.65%  |
| Demoscopia Digital    | 12 de mayo de 2021   | 800     | ±3.8%           | 31.5%   | 39.8%  | 2.1%       | 4.3%           | 2.9%  | 2.1%   | 3.4%   | 13.9%  |
| Demoscopia Digital    | 17 de mayo de 2021   | 800     | ±3.8%           | 33.6%   | 40.3%  | 2.6%       | 4.4%           | 2.6%  | 2.5%   | 3.1%   | 10.9%  |
| Campaigns & Elections | 18 de mayo del 2021  | 300     | ±4.9%           | 45%     | 35%    | 3%         | 2%             | 3%    | —      | 5%     | 7%     |
| Demoscopia Digital    | 22 de mayo de 2021   | 800     | ±3.8%           | 33.8%   | 40.5%  | 3.8%       | 3.9%           | 2.4%  | 2.1%   | 2.6%   | 10.9%  |
| Poligrama             | 24 de mayo de 2021   | 1000    | ±3.10%          | 42.79%  | 34.15% | 3.28%      | 1.58%          | 3.53% | —      | 5.99%  | 8.68%  |
| Campaigns & Elections | 25 de mayo del 2021  | 300     | ±4.9%           | 47%     | 34%    | 2%         | 2%             | 3%    | —      | 6%     | 6%     |
| Demoscopia Digital    | 25 de mayo de 2021   | 800     | ±3.8%           | 33.2%   | 40.8%  | 3.7%       | 3.2%           | 2.5%  | 2.7%   | 2.8%   | 11.1%  |
| FactoMétrica          | 26 de mayo del 2021  | 600     | ±3.1%           | 39.6%   | 33.7%  | 4.1        | —              | 3.1%  | —      | 7.1%   | 12.4%  |
| Demoscopia Digital    | 28 de mayo de 2021   | 800     | ±3.8%           | 33.9%   | 41.1%  | 3.4%       | 3.1%           | 2.5%  | 2.2%   | 2.1%   | 11.7%  |
| Campaigns & Elections | 28 de mayo del 2021  | 300     | ±4.9%           | 48%     | 32%    | 3%         | 2%             | 4%    | —      | 6%     | 5%     |
| Demoscopia Digital    | 31 de mayo de 2021   | 800     | ±3.8%           | 34.6%   | 42.6%  | 3.6%       | 2.9%           | 2.1%  | 2.9%   | 1.8%   | 9.5%   |
| Massive Caller        | 1 de junio de 2021   | 600     | ±4.3%           | 44.3%   | 33.9%  | -          | 2.5%           | -     | 1.9%   | 3.8%   | 13.6%  |
| Demoscopia Digital    | 2 de junio de 2021   | 800     | ±3.8%           | 35.8%   | 41.4%  | 3.1%       | 1.8%           | 1.6%  | 2.1%   | 3.1%   | 11.1%  |